# Thịt bò Mông Cổ

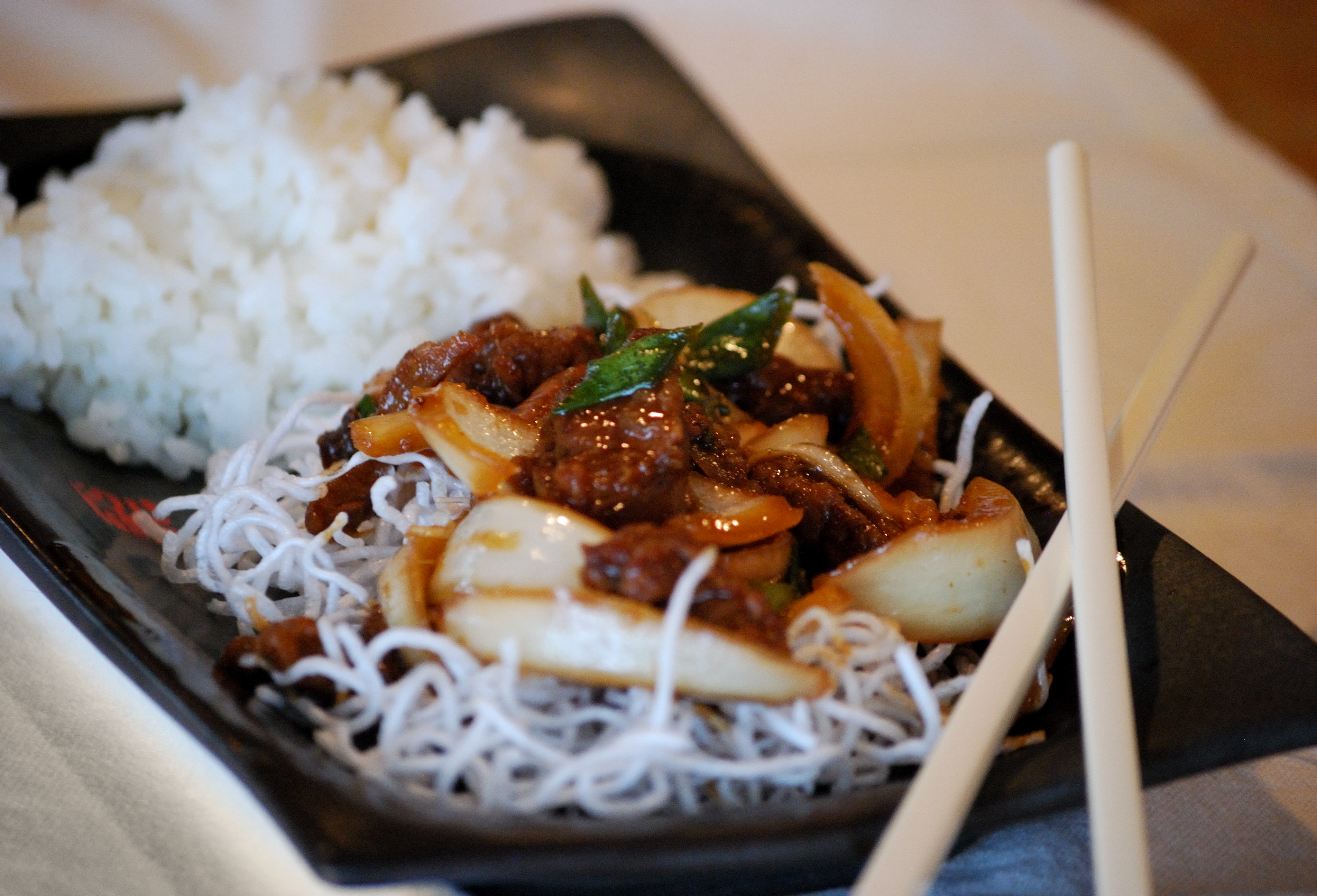
Món thịt bò Mông Cổ

Thịt bò Mông Cổ (tiếng Trung Quốc: 蒙古牛肉; bính âm: Ménggǔ niúròu/Mông Cổ ngưu nhục) là một món ăn được phục vụ trong các nhà hàng Hoa-Mỹ bao gồm thịt bò thái lát, thường là sườn bò và xào với rau trong nước sốt nâu, thường được làm bằng nước sốt hoisin, nước tương và ớt. Thịt bò thường được ghép nối với rau thơm hoặc rau hỗn hợp và thường không cay. Các món ăn thường được phục vụ thêm mì chiên giòn, miến hoặc cơm. Các món ăn và tên của nó được bắt nguồn từ thịt nướng Mông Cổ như một món ăn thay vì cách thức chế biến, không có thành phần hoặc phương pháp chế biến được chọn ra từ ẩm thực Mông Cổ truyền thống.

## Giới thiệu
Món thịt bò Mông Cổ là một món ăn Trung Hoa có tiếng. Món ăn này chứa đựng hương vị ngon. Về cảm quan thì món thịt bò Mông Cổ không có gì quá độc đáo, khá giống với món thịt heo xào với ngô bào tử. Cách làm món thịt bò Mông Cổ cũng khá mới. Món thịt bò Mông Cổ vừa mang đến một hương vị hoàn toàn mới lạ, vừa bổ sung các chất dinh dưỡng cần thiết cho cơ thể. Phần thịt bò mềm, không dai, vị ngọt vừa đủ. Ngô bào tử giòn giòn mà không bị mềm nhũn lại thấm đậm gia vị từ nước sốt. Tất cả cùng hòa quyện lại trong một món thịt bò Mông Cổ ngon. Bò xào xong phải ăn ngay khi còn nóng thì mới ngon. Miếng bò dày dặn, được tẩm sốt đậm đà, lại thêm vị cay nồng.
Nguyên liệu làm món thịt bò Mông Cổ gồm sườn bò hoặc thịt thăn (thịt bò Mông Cổ), quả trứng, muỗng canh bột bắp, muỗng cà phê dầu mè, cây hành lá, ngô bao tử, tép tỏi, muỗng canh nước sốt hoisin, muỗng canh nước tương, muỗng canh rượu gạo Trung Quốc, muỗng cà phê giấm gạo, muỗng cà phê tương ớt. Đường, muối, dầu ăn. Cách làm món thịt bò Mông Cổ đầu tiên là sơ chế nguyên liệu, thịt bò thái miếng vuông, sườn bò hay thịt thăn bò cắt thành những miếng vuông vừa ăn, nếu có mỡ thì lọc hết. Trứng gà đập ra bát và lọc riêng lấy lòng trắng. Tỏi bóc vỏ rồi băm nhỏ. Hành lá cắt thành những khúc chéo dài chỉ tầm 2-2,5 cm, Ngô bao tử rửa sạch, có thể cắt làm đôi nếu ngô dài, lau khô ngô bào tử, sau đó, rửa ngô bằng nước ấm rồi thấm khô bằng khăn giấy. 

## Chế biến

Cơm chiên thịt bò Mông Cổ

Trước hết, pha chế phần nước sốt bột bắp ướp thịt bò, để pha chế nước bột bắp, chuẩn bị một cái bát tô lớn rồi cho vào các nguyên liệu lòng trắng trứng gà, bột bắp, dầu mè và ½ muỗng cà phê muối. Dùng muỗng trộn thật đều. Sau đó, cho thịt bò vào bát nước hỗn hợp bột bắp, trộn thật đều và ướp thịt bò trong khoảng thời gian từ 30p – 40p để thịt bò ngấm gia vị đây là công đoạn ướp thịt bò, pha chế tiếp một loại nước sốt thứ hai, các nguyên liệu gồm: nước sốt hoisin, nước tương, rượu gạo Trung Quốc, giấm gạo và tương ớt. Sau đó, dùng muỗng trộn thật đều các loại nước sốt lên.
Bước kế tiếp là chiên thịt bò. Đợi đến khi dầu ăn sôi, cho thịt bò vào chiên, điều chỉnh lửa ở mức vừa hoặc mức nhỏ. Chiên thịt bò cho đến khi hai mặt miếng thịt hoặc sườn có màu vàng nâu thì vớt ra ngoài cho ráo dầu, sau đó cho tỏi vào phi thơm. Cho ngô bào tử và hành lá vào đảo đều. Xào hỗn hợp rau cho đến khi chúng có mùi thơm và gần chín thì cho bát nước sốt đã pha sẵn vào. Tiếp tục đun và đảo đều sao cho hỗn hợp ngô bào tử đặc dần lại. Cho thịt bò chiên cùng với đường trắng vào đảo tiếp. Khi chiên thịt bò hay sườn bò các không nên cho quá nhiều dầu ăn, như vậy thịt sẽ bị ngấm dầu mà lại không nhanh vàng, không nên chiên quá lâu để tránh làm thịt bị khô cũng như ra hết các chất dinh dưỡng. 